# Luck of the Draw
Luck of the Draw är ett musikalbum av Bonnie Raitt, lanserat 1991 på skivbolaget Capitol Records. Albumet var hennes elfte studioalbum. Efter att Raitt gjort comeback med sitt förra album Nick of Time 1989 kom detta album att bli en ännu större framgång än den skivan. Hon fick en stor hitsingel med den inledande låten "Something to Talk About", och likaså med "I Can't Make You Love Me". "Not the Only One" blev en mindre hit. Bara i USA har albumet enligt RIAA sålt 7x platina.
Albumet är dedicerat till Stevie Ray Vaughan.

## Låtlista
(kompositör inom parentes)
1. "Something to Talk About" (Shirley Eikhard) - 3:47
2. "Good Man, Good Woman"	(Cecil Womack, Linda Womack) - 3:33
3. "I Can't Make You Love Me" (Mike Reid, Allen Shamblin) - 5:32
4. "Tangled and Dark" (Bonnie Raitt) - 4:52
5. "Come to Me" (Raitt) - 4:20
6. "No Business" (John Hiatt) - 4:24
7. "One Part Be My Lover"	(Raitt Michael O'Keefe) - 5:06
8. "Not the Only One" (Paul Brady) - 5:03
9. "Papa Come Quick (Jody and Chico)" (Billy Vera Chip Taylor, Richard Hirsch) - 2:43
10. "Slow Ride" (Bonnie Hayes, Larry John McNally, André Pessis) - 3:59
11. "Luck of the Draw" (Brady) - 5:17
12. "All at Once" (Raitt) - 5:03

## Listplaceringar
- Billboard 200, USA: #2[2]
- UK Albums Chart, Storbritannien: #38[3]
- Australien: #16[4]
- Nya Zeeland: #6[5]
- Nederländerna: #26[6]
- VG-lista, Norge: #16[7]
- Topplistan, Sverige: #37[8]